# Erik Magnusson af Sverige
Erik Magnusson af Sverige eller Erik 12. af Sverige (1339 – 21. juni 1359) var en svensk rivalkonge til sin far Magnus Eriksson fra 1356 til sin døde 1359. Han var gift med Beatrix af Bayern, der var datter af den tysk-romerske kejser Ludvig 4.
I 1344 blev Erik valgt som arving til Sverige og Skåne. Hans bror Håkon var året forinden blevet valgt som arving til Norge. Håkon fik Norges trone i 1355, hvilket fik unionen mellem Sverige og Norge til at blive brudt. Erik blev ikke tildelt nogen post i det svenske rigsråd, hvilket muligvis fik ham til at starte et oprør mod sin far i 1355. I 1357 havde oprørerne tvunget Magnus til at dele Sverige med sin søn Erik, der fik det meste af det sydlige Sverige (herunder hovedparten af Skånelandene som faderen havde erhvervet fra Danmark i 1332) og Finland at herske over. Sverige blev genforenet igen i 1359, hvor far og søn blev forsonet, og de regerede Sverige sammen indtil Eriks død nogle få måneder senere. Da han lå på sit dødsleje beskyldte Erik sin moder, Blanka af Namur, for at have forgiftet ham. Kort efter sin død døde også hans hustru Beatrix. Sønnen Erik forløstes ved kejsersnit efter moderens død 25. december 1359, men døde selv ganske kort tid efter.